# Elsted and Treyford
Elsted and Treyford – gmina (civil parish) w Anglii, w hrabstwie West Sussex, w dystrykcie Chichester. Leży 16 km na północ od miasta Chichester i 78 km na południowy zachód od Londynu. W 2001 miejscowość liczyła 253 mieszkańców.